# Max von Hausen (Architekt)
Max von Hausen (* 25. Oktober 1919 in Münster; † 9. März 1995 auf Lanzarote) war ein deutscher Architekt und Hochschullehrer.

## Leben

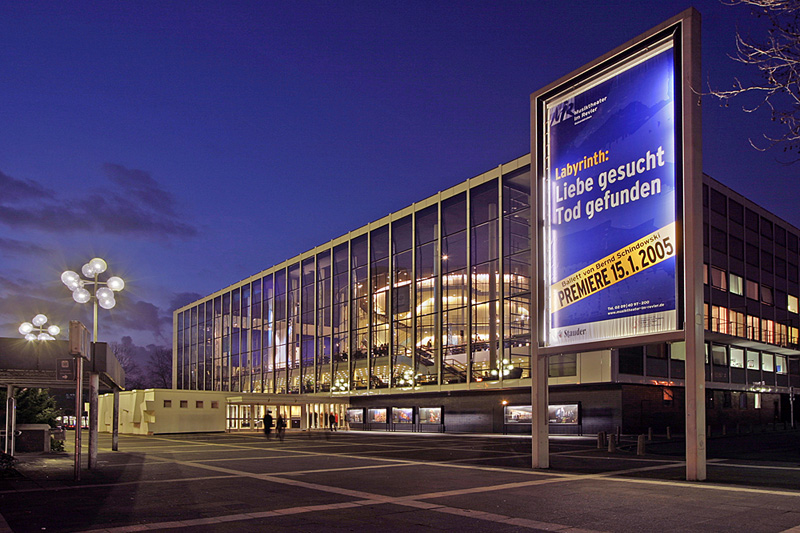
Stadttheater Gelsenkirchen, heute Musiktheater im Revier (2005)

Max Clemens von Hausen wurde als erstes von acht Kindern in Münster geboren. Nach der Schulzeit und einer Maurerlehre im elterlichen Bauunternehmen besuchte er bis 1937 die Staatsbauschule Münster mit Seminaren bei Gustav Wolf und Hugo Kükelhaus. Nach dem Kriegsdienst in Russland und der Kriegsgefangenschaft (1940–1943) begann er ab 1944 ein Architekturstudium an der Hochschule für Baukunst und bildende Künste Weimar, u. a. bei Gustav Hassenpflug. 1947–1949 setzte er sein Studium an der Technischen Hochschule Karlsruhe bei Egon Eiermann fort, der ihn nach den Erfahrungen im Dritten Reich entscheidend im Zugang zu einer neuen, lebendigeren Architektur prägte. Mit der Entwurfsserie für eine Diasporakirche aus Trümmermaterial und Holz machte er sich einen Namen und 1949 im heimischen Münster als Architekt selbstständig. Dort realisierte er ab 1950 erste Projekte, so auch das unkonventionelle Wohnhaus von Dr. Ludwig Klockenbusch, Priester, Studienrat und später Vorsitzender der Kunstkommission im Bistum Münster, der den jungen Architekten auch zu einem Gegenentwurf für ein neues Stadttheater in Münster ermunterte. Von Hausen schloss sich daraufhin 1952 mit Harald Deilmann, Ortwin Rave und Werner Ruhnau zum Architektenteam zusammen, das bis 1955 bestand. Nach erfolgreicher Ausführung des Theaterbaus gelang es dem Architektenteam, auch den Wettbewerb zum Neubau des Stadttheaters Gelsenkirchen zu gewinnen, den später Ruhnau federführend umsetzte. Während Deilmann und Ruhnau eigene Büros gründeten, entwickelte sich ab 1959 zwischen Ortwin Rave (1921–1992), der in Braunschweig studiert hatte, und von Hausen eine lebenslange Büropartnerschaft, in der sie bis 1987 zahlreiche Profan- und Sakralbauten sowie Entwürfe für Möbel und Skulpturen ausführten, darunter auch das Kleine Haus Münster, Kirchen, verschiedene Wohn- und Bürobauten sowie Siedlungen. Von 1972 bis 1989 lehrte von Hausen an den Kunstakademien Düsseldorf und Münster. Vielfach kam es während der Bauprojekte zur Zusammenarbeit mit Künstlern, u. a. mit Joseph Beuys, Victor Bonato, Norbert Kricke, Thomas Lenk, Georg Karl Pfahler.

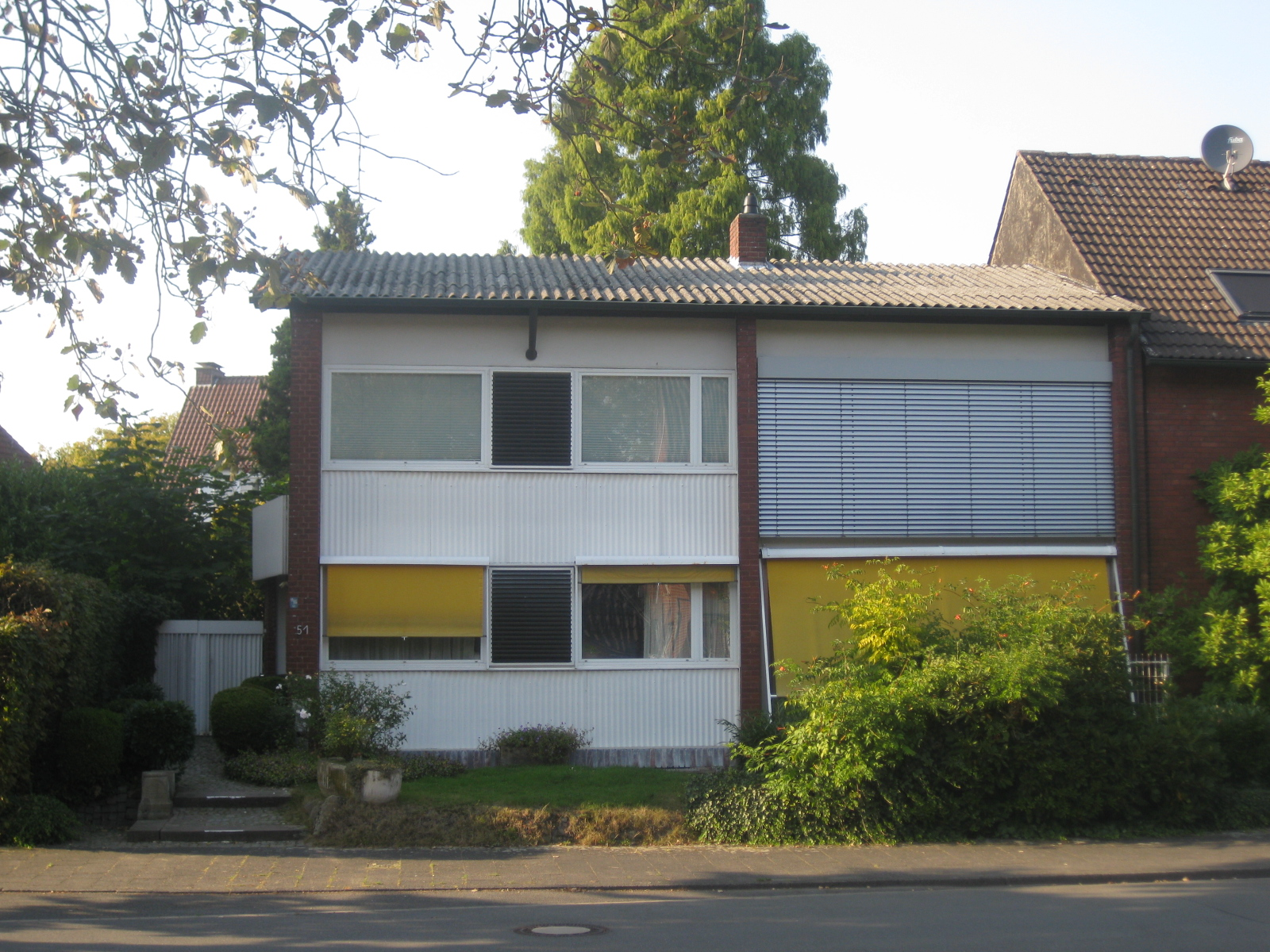
Haus Klockenbusch, Münster-Mauritz (Baujahr 1951, Foto 2016)

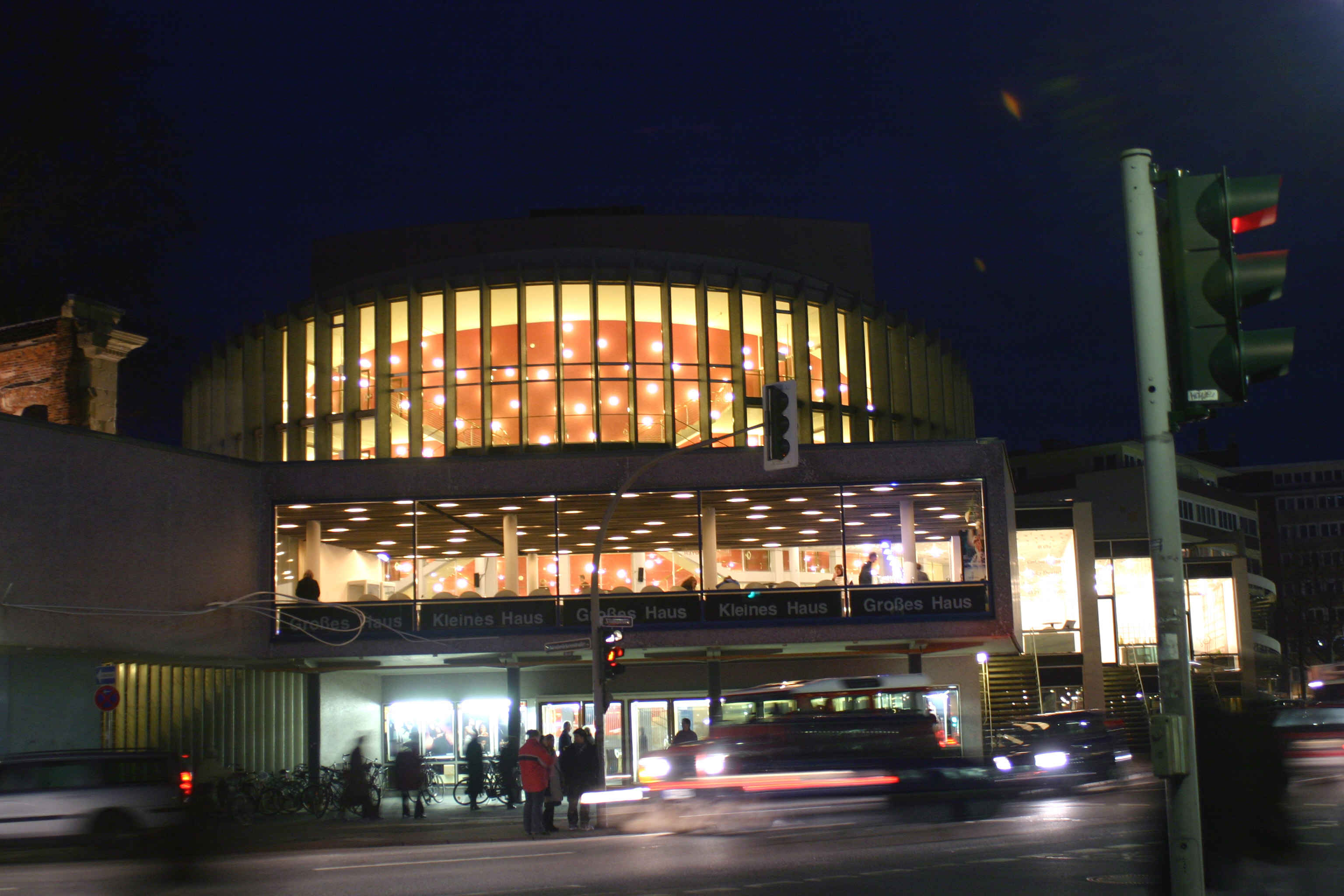
Stadttheater Münster (2006)

Aus der 1943 geschlossenen Ehe mit Maria Agnes Isabella gingen drei Söhne hervor. Der Architekt Christoph von Hausen (1951–2008) war sein jüngster Sohn.

## Werk

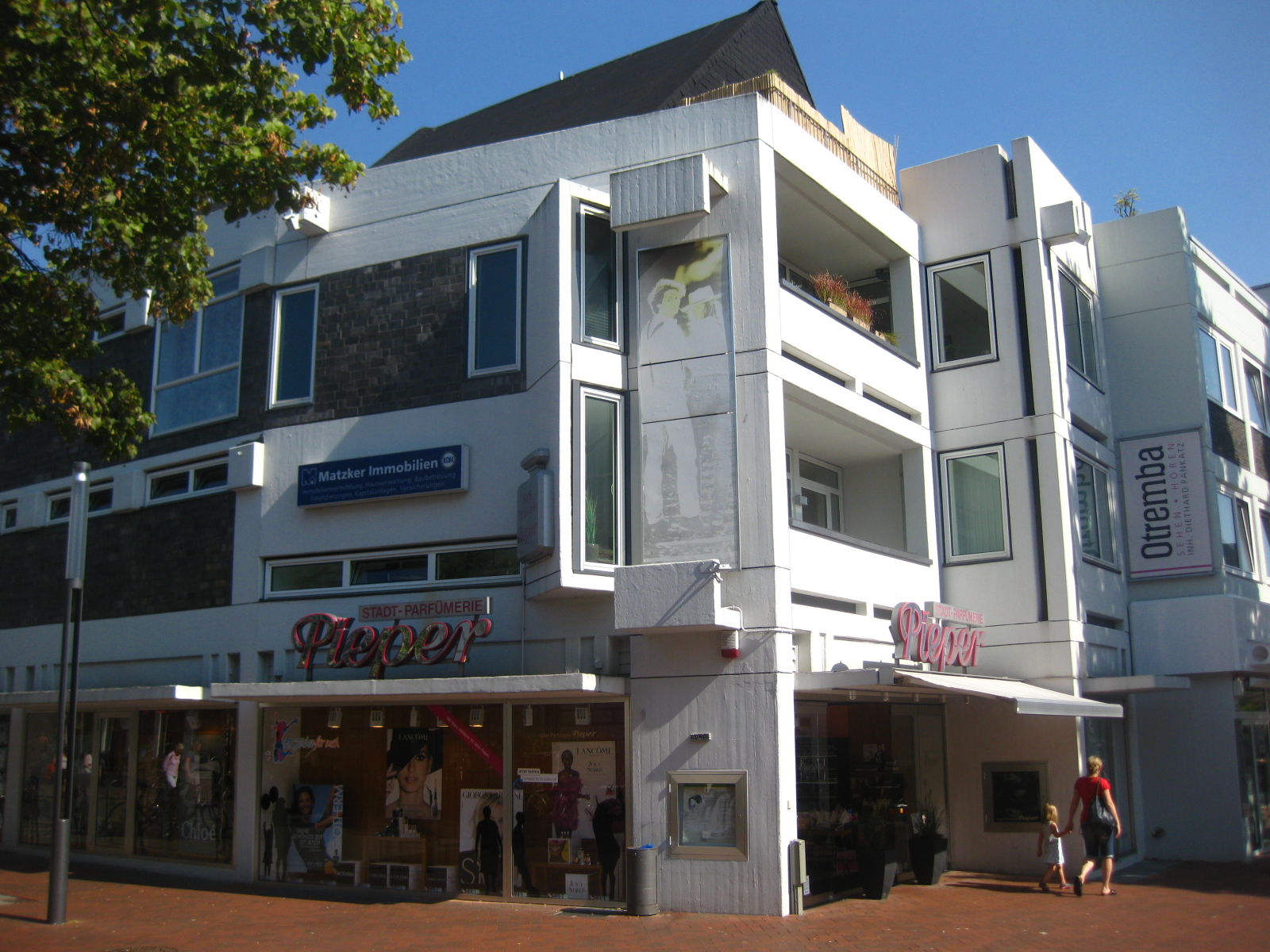
Wohn- und Geschäftshaus Eick in Emsdetten nach Renovierung (2016)

- 1949–1950: Diaspora-Kirche (Typenentwurf)[1]
- 1951–1953: Wohnhaus Klockenbusch in Münster, Kapitelstraße 51 (Baudenkmal)[4]
- 1952: Wohnhaus Heinrich und Inge Habig in Herdecke, Wallstraße 5 (Umbau und Erweiterung) (Baudenkmal)[5][6]
- 1953: Wohnhaus Honert in Münster, Falgerstraße 7 (2013 abgerissen)
- 1953: Wohnhaus Brüggemann in Neheim-Hüsten
- 1956: Wohnhaus und Augenarztpraxis Dr. August und Dr. Vera Fuhler in Meppen, Schützenstraße 23 (2019 abgerissen)

Im Architektenteam:
- 1953–1955: Siedlung von 41 Nebenerwerbshöfen in Warendorf, Walgernheide 1–41 (für die Gemeinnützige Siedlungsgesellschaft Rote Erde) (mit Harald Deilmann, Ortwin Rave und Werner Ruhnau) (verändert)[7]
- 1954–1956: Stadttheater Münster (mit Harald Deilmann, Ortwin Rave und Werner Ruhnau) (Baudenkmal)[8]
- 1956–1959: Stadttheater Gelsenkirchen (mit Ortwin Rave und Werner Ruhnau) (Baudenkmal)Kapelle des Arnold-Janssen Kolleg nach Abriss des Wohntrakts (heute: Adventsgemeine)

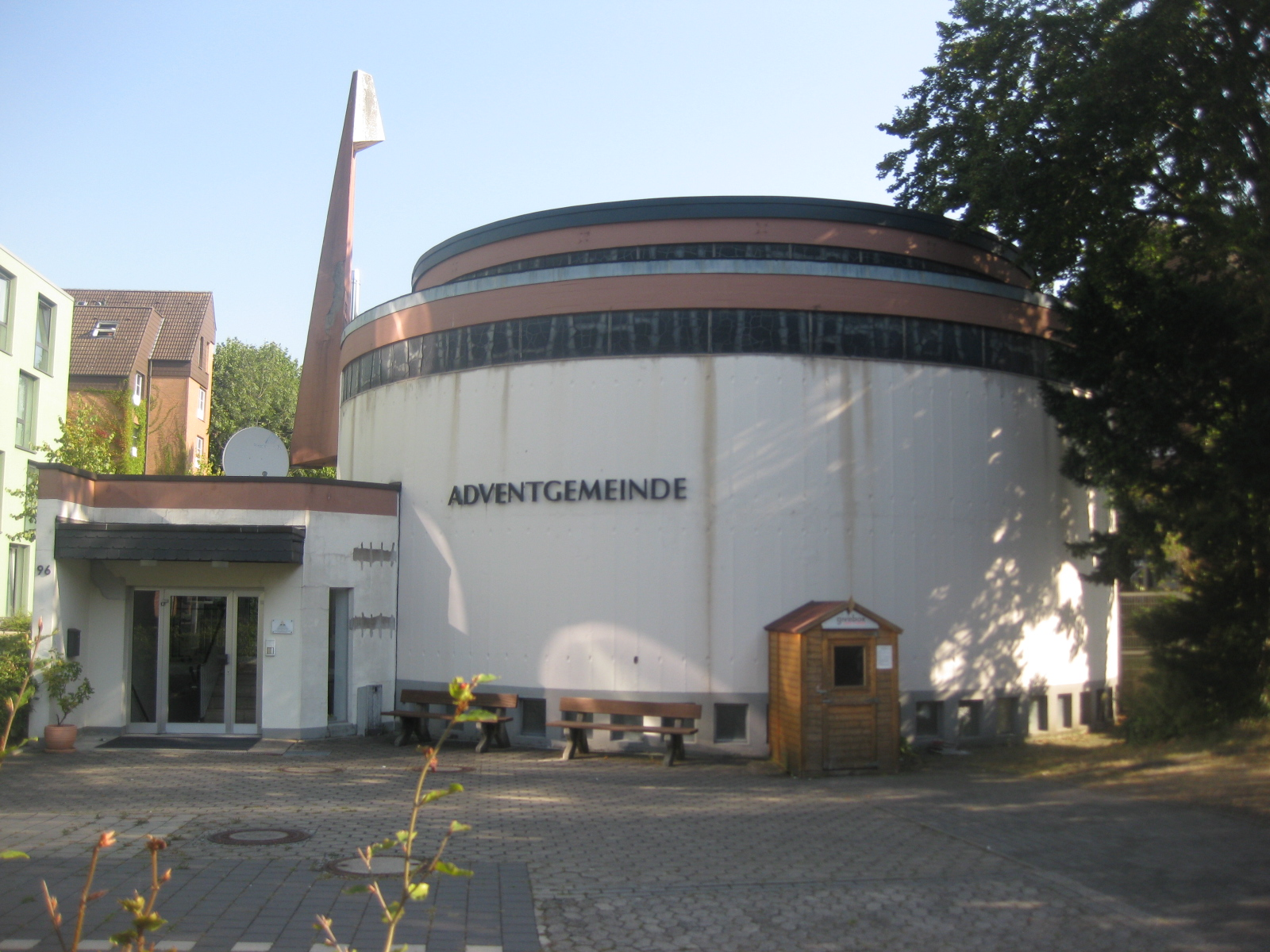
Kapelle des Arnold-Janssen Kolleg nach Abriss des Wohntrakts (heute: Adventsgemeine)

- 1958: Wohnhaus Heuveldop in Münster, Große Wiese 19 (mit Ortwin Rave und Werner Ruhnau) (Baudenkmal)[9]
- 1968–1971: Kleines Haus Münster (mit Ortwin Rave und Werner Ruhnau)

In Partnerschaft mit Ortwin Rave:
- 1959: Stadtbücherei[10] (Deutsche Modellbücherei der UNESCO)[11] in Oer-Erkenschwick, Stimbergstraße 113–115 (2024 abgerissen)[12]
- 1958–1960: Rathaus Neubeckum[13], Hauptstraße 52 (verändert)
- 1961: Wohn- und Geschäftshaus für den Fotografen Hans Eick in Emsdetten, Bahnhofstraße 1
- 1963: Anthropos-Institut in Sankt Augustin, Arnold-Janssen-Straße 20
- 1963: katholische Kirche St. Pius in Oberhausen-Sterkrade, Försterstraße (Ecke Jägerstraße) (2011 abgerissen)
- 1963–1965: Siedlung Schlesienstraße in Münster, Schlesienstraße 20–90 (gerade) und 29–31 (ungerade) (Baudenkmal)[14][15][16]
- 1964: Kirche des katholischen Missionshauses St. Arnold in Neuenkirchen-St. Arnold, Emsdettener Straße 242 (2015 abgerissen)[17][18]
- 1965: Umgestaltung der katholischen Kirche St. Hippolytus in Gelsenkirchen-Horst, Essener Straße 11; 1984 erneut umgestaltet
- 1965: Kapelle des Klosters Mariengarden in Borken-Burlo, Vennweg 6[19]
- 1965: Arnold-Janssen-Kolleg in Münster, Horstmarer Landweg 100 (2011 bis auf die Kapelle abgerissen)
- 1965: Bürogebäude der Siedlungsgesellschaft Rote Erde in Münster, Von-Stauffenberg-Straße 2 (2011 abgerissen)[20][21]Wohn- und Geschäftshaus Rothenburg, Münster (ehemals Rincklake van Endert, nach Umbau Ladenzone). 2016

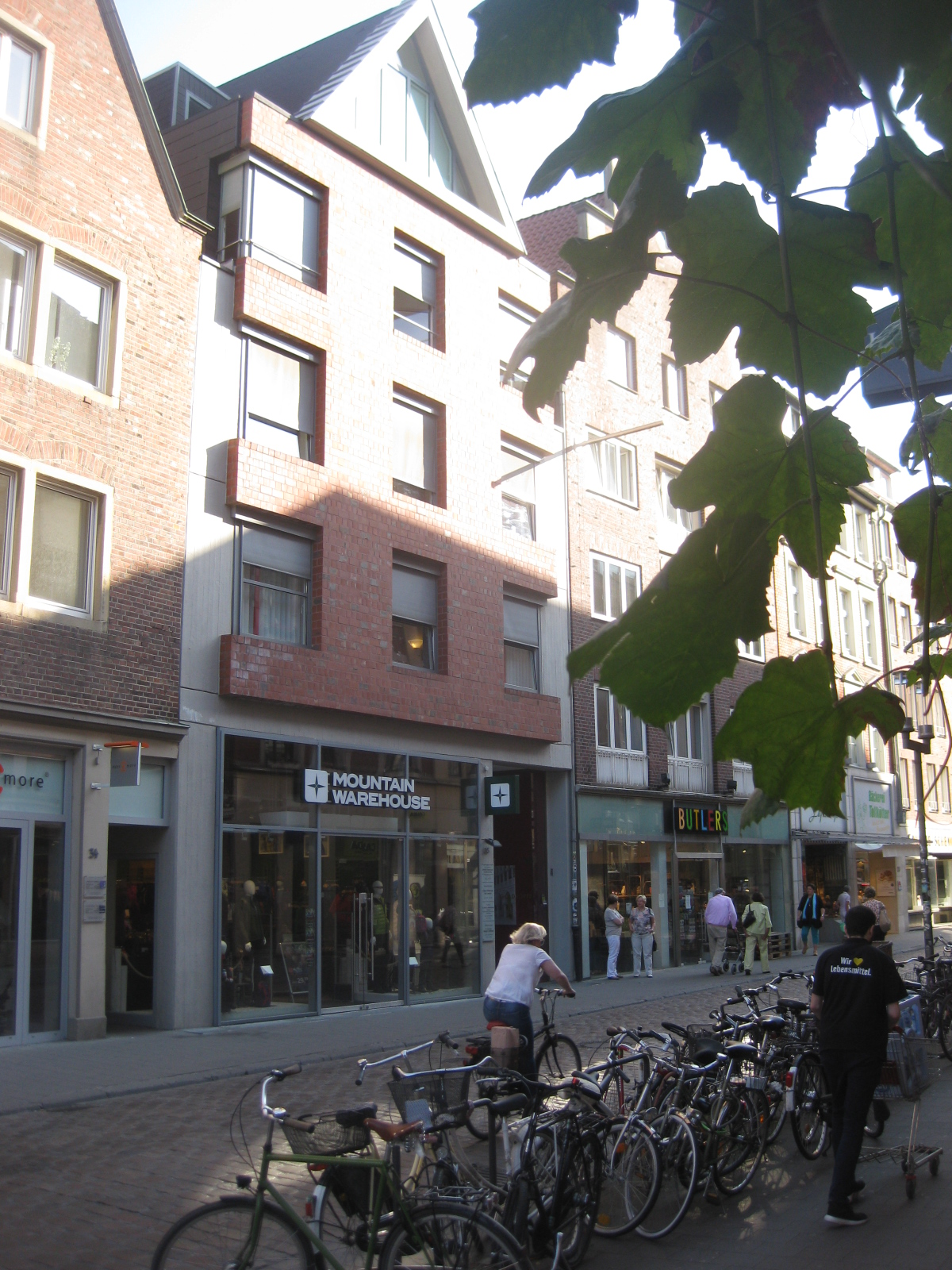
Wohn- und Geschäftshaus Rothenburg, Münster (ehemals Rincklake van Endert, nach Umbau Ladenzone). 2016

- 1965–1967: Geschäftshaus Rincklake van Endert in Münster, Rothenburg 35 (verändert)
- 1965–1970: Siedlung Parkallee in Münster (mit Harald Deilmann und Ortwin Rave)[22]
- 1966–1969: Wohnhaus Galen in Greven, Rathausstraße 1 (Baudenkmal)[23]
- 1967: katholische Kirche St. Bonifatius in Moers-Asberg, Bonifatiusstraße 98
- 1968–1970: katholische Kirche St. Vinzentius in Meppen-Groß Fullen, Vinzenzstraße 5
- 1969: katholische Kirche St. Ida in Münster, Anton-Knubel-Weg 51 (Neugestaltung des Altarraumes)
- 1970: Gemeindezentrum der evangelischen Markus-Kirchengemeinde (heute: Andreaskirche) in Münster-Coerde, Breslauer Straße 158 (engere Wahl)
- 1971–1974: katholische Kirche St. Thomas Morus mit Gemeindezentrum in Münster, Thomas-Morus-Weg 11
- 1972: Schmuckmanufaktur Niessing in Vreden, Butenwall 117 (verändert)
- 1972: Ausstellungsraum für den Westfälischen Kunstverein im Westfälischen Landesmuseum für Kunst und Kulturgeschichte in Münster, Domplatz 10 (2010 für den Museumsneubau von Volker Staab abgerissen)
- 1972: Altenwohnheim Klarastift in Münster
- 1973: Strukturplan für Münster-Zentrum Nord
- 1974–1976: Wohn- und Geschäftshaus Elisabeth zur Aa in Münster, Bergstraße 67 (mit Bernhard Droste und Hans Ostermann)
- 1974–1976: Wohnhaus Suerbaum in Bochum
- 1977: katholische Kirche St. Lamberti in Münster (Umbau und Sanierung)